# 山東理工大学
山東理工大学（英語：Shandong University of Technology）とは、中華人民共和国山東省淄博市にある公立大学である。1956年に創立された徳州市に位置した山東工程学院が大学のルーツとし、のちに移転と合併を経て、2001年に「山東理工大学」となった。

## 概要
機械工学などの工学系専攻が看板とし、文系や教育系専攻も有している。

## 沿革
- 1956年6月 前身の山東農業機械化学院が設立。

## 学部
- 機械工程学院
  - 高度制造研究院
  - レーザー光線高度製造研究センター
- 交通・車両工程学院
  - 省エネ技術研究院
  - 電気自動車研究院
- 農業工程与食品科学学院
  - 農産品加工技術・装備研究院
  - 国際精准農業航空応用技術研究センター
  - 食品・栄養科学研究院
  - エコロジー無人農場研究院
- 電気・電子工程学院
  - スマートグリッド研究院
  - 科汇電気新技術産業化研究センター
- コンピューターサイエンス・技術学院
  - ビッグデータ学院
  - 移動通信研究院
- 化学化工学院
  - 新型ポリウレタン材料研究院
  - 洗浄剤技術研究院
  - 工業廃水処理技術研究院
- 建築工学・空間情報学院
- 資源・環境工程学院
- 材料科学・工程学院
  - セラミックス工程研究院
- 生命・医薬学院
  - 生物医薬研究院
- 数学・統計学院
- 物理・光電工程学院
  - 淄博電子情報産業学院
- 経済学院
  - 科技開発戦略研究院
- 管理学院
  - MBA教育センター
  - 情報管理研究院
- 文学・新聞放送学院
- 外国語学院
  - 英語専攻
  - 商務英語専攻
  - 英語教育専攻
  - 日本語専攻
  - 韓国語専攻
  - 大学英語第一教学部
  - 大学英語第二教学部
  - 大学英語第三教学部
- 法学院
  - 法経済学研究院
- マルクス主義学院
  - マルクス主義革新発展研究院
  - 時事政策研究院
- 美術学院
  - 美術・設計研究院
- 音楽学院
- 体育学院
- 魯泰紡織服装学院
- 革新創業学院
- 国際教育学院
- 継続教育学院
  - 出国留学トレーニング基地
- 山東省職業教師養成センター、全国重点建設職業教師支援、養成トレーニング基地管理弁公室
- 教師教育学院